# زک استینبرگ
زاچ استینبرگ (انگلیسی: Zach Staenberg؛ زادهٔ ۱۹۵۱-۰۸) یک تدوین‌گر اهل ایالات متحده آمریکا است.به تدوین فیلم های اکشن معروف است. 
وی همچنین برنده جوایزی همچون جایزه اسکار بهترین تدوین فیلم شده است.